# Вијесолићи
Вијесолићи су насељено мјесто у Босни и Херцеговини у Општини Бреза које административно припада Федерацији Босне и Херцеговине. Према попису становништва из 1991. у насељу је живјело 634 становника.

## Становништво
| Националност       | 1991.        | 1981.        | 1971.        |
| Муслимани          | 627 (98,89%) | 488 (96,44%) | 470 (99,36%) |
| Срби               | 0            | 0            | 0            |
| Хрвати             | 0            | 0            | 2 (0,42%)    |
| Југословени        | 1 (0,15%)    | 2 (0,39%)    | 0            |
| остали и непознато | 6 (0,94%)    | 16 (3,16%)   | 1 (0,21%)    |
| Укупно             | 634          | 506          | 473          |